# Њу Порт Ричи Ист (Флорида)
Њу Порт Ричи Ист (енгл. New Port Richey East) насељено је место без административног статуса у америчкој савезној држави Флорида.

## Демографија
По попису из 2010. године број становника је 10.036, што је 120 (1,2%) становника више него 2000. године.
| Група             | 2000.         | 2010.         |
| Белци             | 9.088 (91,6%) | 8.481 (84,5%) |
| Афроамериканци    | 103 (1,0%)    | 240 (2,4%)    |
| Азијати           | 110 (1,1%)    | 162 (1,6%)    |
| Хиспаноамериканци | 484 (4,9%)    | 1.026 (10,2%) |
| Укупно            | 9.916         | 10.036        |